# Посада Эррера, Хосе де
Хосе де Посада Эррера (исп. José de Posada Herrera; 31 марта 1814, Льянес, Астурия, Испания — 7 сентября 1885, Льянес, Астурия, Испания) — испанский юрист и политик, президент Совета министров (1883—1884 год) и сенатор (1884—1885 год). Много лет вёл активную политическую деятельность, которая сделала его исключительным свидетелем и действующим лицом неспокойного для Испании XIX века, выделяясь своей независимостью как парламентарий. Будучи министром внутренних дел заслужил прозвище «великий избиратель», отличившись беспринципностью и способностью контролировать выборы.

## Биография
Хосе Посада Эррера родился в астурийском городе Льянес в семье местных дворян, Бласа Алехандро де Посада Кастильо (либерал, полковник, военный губернатор и членом хунты Астурии во время войны за независимость) и Хосефы де Эррера Санчес де Тагле, младший из семи сыновей.
Учился в бенедиктинском монастыре Селорио, Академии Пурисимской концепции математики и благородных искусств Вальядолида, а затем в школе при архиепископской дворце Толедо. В 1832 году, когда вновь открылись университеты, в Университет Овьедо, где изучал право и экономику, получив в июне 1833 года степень бакалавра права.
В октябре 1835 года был назначен профессором геометрии и механики с приложением к искусствам в Экономическом обществе друзей страны Астурии, которую занимал до января 1843 года. Одновременно в июне 1837 года поступает на службу в Территориальный суд Овьедо, а в октябре 1839 года принят в профессиональную коллегию этого города. В 1838 году стал профессором Овьедского университета. Профессор административной науки Специальной школы управления (1843). Член Королевской академии моральных и политических наук (1857) и Королевской академии юриспруденции и законодательства (1864), президент научно-литературного общества «Атенео» (Мадрид).

### Начало политической карьеры
Политикой занялся в 1839 году и в 1840 году, после свержения регентши Марии Кристины, был избран депутатом от Прогрессистской партии. Будучи членом парламента выступал за триединое регентство против унитарного, за которое боролся влиятельный военный и политический деятель генерала Эспартеро. После того, как Эспартеро стал регентом, Посада Эррера присоединился к сторонникам регента, несмотря на эксцессы и чрезмерную жёсткость его действий. В июне 1841 года назначен членом комиссии, созданной при Министерстве внутренних дел для согласования местного законодательства, а в январе 1843 года профессором в Специальной школе управления, только что учреждённой в Мадриде. Позднее перешёл в лагерь противников регента и способствовал падению генерала Эспартеро и Регентства. В 1842 году примкнул к Умеренной партии, жёстко борясь со своим бывшим однопартийцем Салустиано Олосагой с целью отстранить прогрессистов от власти.

### В рядах модерадос
«Умеренное десятилетие» (1844–1854) предвещало Хосе Посаде успешную карьеру. В декабре 1843 года назначен членом и секретарем комиссии, ответственной за выработку основ и положений для формирования Государственного совета. Сохранил должность профессора после интеграции закрытой Специальной школы управления в философский факультет Мадридского университета. В ноябре 1845 года стал генеральным секретарём Королевского совета, передав ему право собственности в феврале следующего года. Но в декабре 1846 года он проигрывает выборы в родной Астурии и теряет место в Конгрессе.
На следующих выборах в сентябре 1850 года Посада Эррера вновь избирается в парламент, теперь уже от округа Асторга (Леон), и сохранял свой мандат до конца «умеренного десятилетия». Будучи депутатом выступал против политической контрреформы премьер-министра Браво Мурильо. В 1853 году занял пост вице-президента Конгресса и становится членом комиссии по реформе системы управления. В мае 1854 года был назначен старшим главой администрации и прокурором Королевского совета, а в декабре того же года женился на Кармен Ибаньес Корвера-и-Веларде из богатого и знатного рода.
После победы июльской революции 1854 года, положившей конец десятилетнему правлению умеренных и ознаменовавшей возвращение к власти прогрессистов, ситуация сильно изменилась к худшему. За время «прогрессистского двухлетия» Посада Эррера был уволен со всех должностей и потерял место в кортесах. Но после возвращения умеренных к власти осенью 1856 года он возобновляет свою карьеру. В ноябре Посада Эррера вернулся на должность прокурора Королевского совета, затем становится генеральным директором народного просвещения, в марте вновь избирается в Конгресс, теперь, воспользовавшись влиянием новой родни, уже от округа Торрелавега (Кантабрия), с июля 1857 года он член комиссии, ответственной за рассмотрение проекта закона народного просвещения, а с сентября член Королевского совета народного просвещения (в котором оставался до 1866).

### Либеральный союз
Во второй половине 1850-х годов Посада Эррера начинает сближаться с лидером «модерадос-пуритан» Леопольдо О’Доннеллом и в мае 1858 года становится министром внутренних дел в кабинете Истуриса. Почти сразу же он предложил исправить избирательные списки и роспустить кортесы, враждебные правительству. Это вызвало такие разногласия, что в конце концов кабинет ушёл в отставку. Новым главой правительства стал сам О’Доннелл, а Посада Эррера не только сохранил пост министра, но и принял активное участие в объединении «модерадос-пуритан» и умеренных прогрессистов с целью сохранять политическую стабильность и социальный порядок, в результате чего была создана новая партия, Либеральный союз.
21 сентября 1858 года Посада Эррера издал ставший знаменитым циркуляр гражданским губернаторам, в котором фактически сформулировал идеологию и программу новой партии: сохранять конституцию 1845 года; внедрять нравственность в государственные дела и в представительный режим, устанавливая толерантное законодательство о прессе; продвигать материальные интересы, поощряя гражданскую и церковную конфискацию; провести децентрализирующие реформы в местной администрации; продвигать политику престижа и национального возвеличения. Но в первую очередь этот циркуляр стал известен доктриной морального влияния, согласно которой правительство имеет право руководить выборами. Эта формализация и, прежде всего, мастерское применение того, что до тех пор было обычной практикой, принесли Посаде Эррере славу «великого избирателя». На выборах в октябре 1858 года государственное вмешательство было доведено до крайности. В пользу правящей партии Был мобилизован, предварительно очищенный, весь государственный аппарат, задействованы технический прогресс (телеграф) и все юридические и силовые ресурсы, а также создана плотная сеть патронажа. Для победы в ход шло всё: приостановка работы городских советов и судебное преследование их членов, смена должностных лиц, фальсификация протоколов, подкуп избирателей, угрозы и насилие в адрес оппонентов и их сторонников. В результате правительству удалось получить большинство с присутствием умеренных модерадос и прогрессистов для поддержания видимости репрезентативной нормальности. Свои действия Посада Эррера пытался оправдать правом правительства оказывать «моральное влияние» на выборы.
С победой на выборах деятельность Посады Эрреры не закончилась. Он отождествлял партию с правительством, представляя кабинет в парламенте и выступая организатором проправительственного большинства, придавая ему единство и сплочённость, ставя различные задачи и поддерживая строгую дисциплину. Во многом благодаря ему и кабинет О’Доннелла, и парламент избранный в 1858 году, стали самыми долговечными во время правления Изабеллы II, а сам Посада Эррера вошёл в историю как министр, который дольше всех без перерыва занимал эту должность. В то же время, застой и коррупция, ставшие символом пятилетнего правления Либерального союза подготовили почву для падения монархии.
Деятельность Посады Эррера на посту министра внутренних дел привела к разногласиям, прежде всего, из-за сохранения и строгого применения ограничительного законодательства о прессе и половинчатости проводимой им реформе управления. Так, вопросы вызывала противоречивая политика министерства в отношении местных администраций. Провозглашая необходимость «децентрализация путём укрепления власти», он предоставил некоторые права провинциальным советам, уравновесив их утверждением гражданских губернаторов и развитием под эгидой министерства параллельного периферийного управления. В конце концов, разногласия привели к отставке 17 января 1863 года самого Посада Эрреры, а в марте и всего кабинета.

### В оппозиции и вновь у власти
В октябре 1863 и ноябре 1864 года Посада Эррера избирался депутатом от Торрелавеги в первом случае, и от Лорки (Мурсия) во втором. В кортесах он выступал против непримиримой и репрессивной политики умеренного правительства, которая вызывала расширение оппозиции режиму и делала его падение неизбежным. В 1864—1865 годах Посада Эррера был президентом Королевской академии юриспруденции и законодательства, а 1865—1868 годах возглавлял мадридское научно-литературное общество «Атенео».
Недальновидная политика умеренных и поражение Испании в войне за восстановление Доминиканской Республики привели к смене власти. В июне 1865 года О'Доннелл возглавил правительство и Посада Эррера, вернувшийся на пост министра внутренних дел, попытался вести примирительную политику, чтобы устранить трещины в системе и реинтегрировать в неё прогрессистов. Здесь он сыграл важную роль, проявив максимальную терпимость к осуществлению свободы прессы и, прежде всего, благодаря новым июльским избирательным правилам, которые утроили количество избирателей в стране. Несмотря на этот прогресс и обещания беспристрастности и нейтралитета со стороны Министерства внутренних дел, прогрессисты не смогли принять участие в декабрьских выборах, на которых либералы получили большинство.
Неудачное восстание генерала Прима в январе 1866 года заставило правящий Либеральный союз отказаться от курса на примирение и возобновить репрессивную политику своих предшественников, добившись идентичных результатов. Таким образом, кровавые репрессии против участников нового, июньского восстания, в конечном итоге привели к смене правительства, раскололи либералов и ускорили путь к революции сентября 1868 года, положившей конец режиму. Покинув правительство Посада Эррера на время ушёл из политики, но после смерти О’Доннелла вернулся.

### Демократическое шестилетие
Победа Славной революции положила начало «Демократическому шестилетию». В декабре 1868 года Посада Эррера был назначен послом Испании при Святом Престоле, но не смог приступить к исполнению своих обязанностей, так как Ватикан не признал политические изменения в Испании. Наконец, в марте 1869 года его отставка была принята, и он стал депутатом Учредительных кортесов от Лорки. Войдя в состав конституционной комиссии, Посада Эррера почти не вмешивался в разработку новой демолиберальной конституции, устанавливающей парламентскую монархию.
Смерть жены в мае 1870 года отвлекла его от политической деятельности и он вернулся в родной в Льянес. В сентябре 1871 года Посада Эррера женился во второй раз, на своей племяннице Долорес Посада Посада, дочери брата Фернандо. Когда к нему обратился влиятельный политик-консерватор Антонио Кановас дель Кастильо, некогда заместитель Посады Эрреры на посту министра, предложив присоединиться к сторонникам Реставрации Бурбонов. Посада Эррера согласился.

### Реставрация Бурбонов
После успешной ликвидации Первой республики и Реставрации Бурбонов Посада Эррера в январе 1876 года был избран депутатом от Льянеса и в марте стал единогласно избранным президентом Конгресса депутатов, который должен был ратифицировать новую конституцию. Чрезмерное влияние модерантизма, которое Посада Эррера разглядел в конституции, постепенно отдалила его от Кановаса. Постепенно, поскольку в 1879 году он продолжал заигрывать с консерваторами и, таким образом, переизбался от Льянеса на апрельских выборах, а в декабре участвовал в консультациях по формированию правительства.
Объединение в начале 1880-х годов оппозиционных Кановасу сил в Либеральную партию заставило Посаду Эрреру окончательно порвать с консерваторами. После того как в феврале 1881 года либералы во главе с Сагастой пришли к власти, Посада Эррера в том же месяце был назначен президентом Государственного совета, на августовских выборах переизбрался в Конгресса (теперь от Мадрида).
В конце 1882 года генерал Серрано основал партию Династическая левая, объединившую членов Либеральной партии, недовольных слишком правой политикой её лидера Сагасты на посту главы правительства. Когда в октябре 1883 года кабинет Сагасты пал, Посада Эррера сформировал новое правительство, в которое вошли его друзья и видные деятели Династической левой. Правда новый кабинет просуществовало столько, сколько потребовалось для представления реформистской программы в кортесах, центральными пунктами которой было всеобщее избирательное право и конституционный контроль. 18 января 1884 года Посада Эррера проиграл парламентское голосование и сразу после подал Альфонсо XII прошение об отставке.
Возглавив правительство Посада Эррера был вынужден оставить пост главы Государственного совета, но так как к тому времени превысил двухгодичный срок пребывания на посту, то по праву получил статус сенатора. В Верхней палате он просто ограничился принесением присяги в мае 1884 года, после чего окончательно удалился в Льянес, где и скончался 7 сентября 1885 года на 72-м году жизни.

## Награды и признание
- 1846 — Большой крест Королевского и выдающегося ордена Карлоса III (в 1864 году был возведён в рыцари ордена, но не принял эту награду)
- 1866 — кавалер Большого креста Ордена Непорочного зачатия Девы Марии Вила-Висозской (Португалия)
- 1883 — кавалер Большой крест Ордена Изабеллы Католической
- 1884 — кавалер Золотого руна

С 1843 года член Научного, литературного и художественного общества Атенео (Мадрид). В 1857 году, избранный путём кооптации, стал одним из членов-учредителей Академии моральных и политических наук.
Автор четырёхтомника «Lecciones de Administración» (1843), который представлял из себя курс из семидесяти шести лекций, прочитанных Посадой в Специальной школе управления. Первые три тома были переизданы Национальным институтом государственного управления в 1978 году, а четвёртый, который был посвящён общественной благотворительности и считался утерянным, переиздан Университетом Овьедо в 1996 году. Испанский политик и юрист Франсиско Соса Вагнер назвал Хосе Посаду отцом публичного права в Испании и написал о нём две работы: «Posada Herrera, actor y testigo del siglo XIX» (1995) и «La construcción del Estado y del Derecho Administrativo: ideario jurídico-político de Posada Herrera» (2001).